# 河北盔花兰
河北红门兰（学名：Galearis tschiliensis）也称无距红门兰、河北红门兰，为兰科盔花兰属下的一个种。